# Pride (Ronald A. Westerhuis)
Pride is een artistiek kunstwerk in Amsterdam-Noord.

## Aanleiding
In 2009 werd een nieuwe complex van Shell geopend aan de Grasweg in Amsterdam-Noord; het latere Energy Transition Campus Amsterdam. 

## Omschrijving

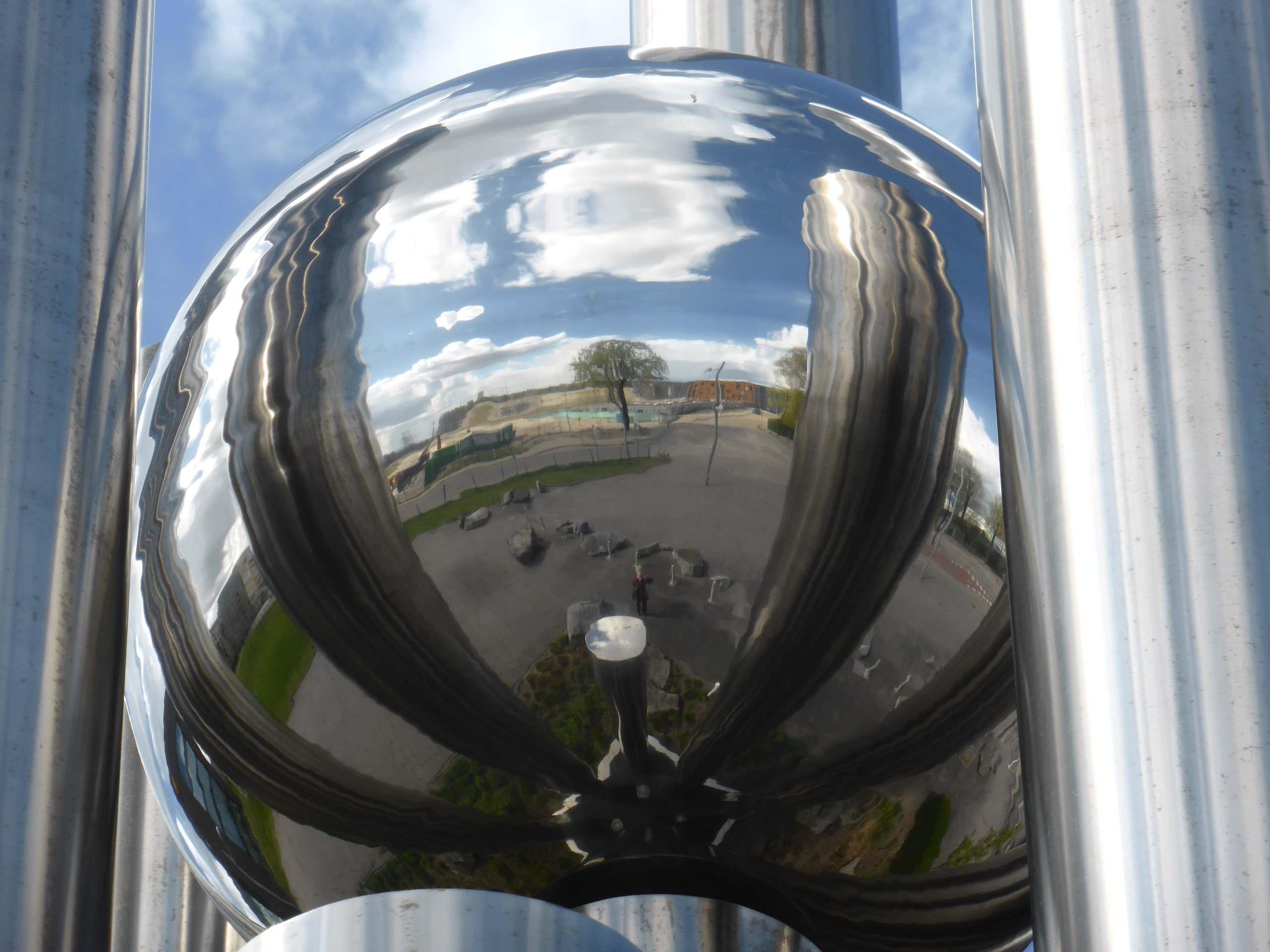
De bol (april 2016)

Ter gelegenheid van de oplevering van het gebouw kreeg Ronald A. Westerhuis de opdracht de gelegenheid op te fleuren met een beeld. Westerhuis kwam in overleg van het kunstcomité van Shell tot een twaalf meter hoog gevaarte. 
Vanuit de grond steken negen pilaren de lucht in; ze hebben alle verschillende lengten. Het geeft de groei van Shell weer. Binnen het kunstwerk rust een glanzende bol van 1 meter diameter, die de aarde weergeeft. De buizen geven Shells initiatieven weer op zoek naar schone(re) energie.
Willem-Alexander der Nederlanden onthulde beeld en gebouw op 16 september 2009. Het werk is uitgevoerd in roestvast staal; het materiaal waarmee Westerhuis het liefst werkt.